# William L. Guy

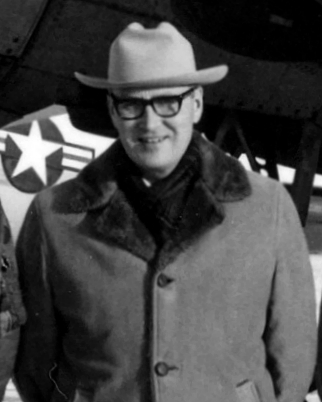
William L. Guy (1968)

William Lewis Guy (* 30. September 1919 in Devils Lake, Ramsey County, North Dakota; † 26. April 2013 in West Fargo, North Dakota) war ein US-amerikanischer Politiker (Demokratische Partei). Er war zwischen 1961 und 1973 der 26. Gouverneur des Bundesstaates North Dakota.

## Frühe Jahre
William Guy besuchte bis 1941 die heutige North Dakota State University. Während des Zweiten Weltkrieges diente er drei Jahre in der US Navy. Nach dem Krieg setzte er seine Ausbildung an der University of Minnesota fort. Dann unterrichtete er an der North Dakota State University das Fach Landwirtschaft.

## Politische Laufbahn
Guy war zwischen 1959 und 1961 Abgeordneter im Repräsentantenhaus von North Dakota. Im Jahr 1960 wurde er zum neuen Gouverneur seines Staates gewählt, wobei er sich mit 49,4 Prozent der Stimmen vor dem Republikaner C. P. Hall durchsetzte. Nachdem er mehrfach bestätigt wurde, konnte er zwischen dem 4. Januar 1961 und dem 2. Januar 1973 als Gouverneur amtieren. Während dieser Zeit wurden die Amtszeiten des Gouverneurs von zwei auf vier Jahre verlängert. William Guy förderte die industrielle Entwicklung und reformierte das Gesundheitswesen. Auch die Staatsverwaltung wurde neu organisiert. Auf dem Gebiet der Landwirtschaft wurden drei Zuckerrübenraffinerien gebaut. Der Gouverneur war auch an der Einrichtung einer als „Old West Trail Tourist Loop“ bekannten Touristenattraktion beteiligt. Im Jahr 1967 betraute Präsident Lyndon B. Johnson den Gouverneur mit der Aufgabe, die Wahlen in Südvietnam zu überwachen.

## Weiterer Lebenslauf
Nach dem Ende seiner Amtszeit kandidierte Guy im Jahr 1974 erfolglos für den US-Senat. Nach erfolgreicher Primary unterlag er dem republikanischen Amtsinhaber Milton Young nur knapp mit 177 Stimmen Unterschied. Bis 1985 verblieb William Guy noch in einigen regionalen Ausschüssen und Komitees. Danach zog er sich in den Ruhestand zurück. Guy starb am 26. April 2013 im Alter von 93 Jahren in einem Seniorenheim in West Fargo an den Folgen der Alzheimer-Krankheit.